# Bridgewater, New Hampshire
Bridgewater är en kommun (town) i Grafton County i delstaten New Hampshire, USA med 1 083 invånare (2010). 